# Dermcidin
Dermcidine (DCD) sind Peptide, die in menschlichen Schweißdrüsen produziert werden. Ein Derivat ist das Dermcidin DCD-1L, ein antimikrobiell wirkendes  Peptid. Somit stellt es auch ein natürliches Antibiotikum dar.
Dermcidin DCD-1L, das im Schweiß aus einem Dermcidin-Präkursor durch proteolytische Spaltung erzeugt wird, wird mit dem Schweiß auf der Hautoberfläche verteilt, bleibt im Säureschutzmantel der Haut stabil und hat amphiphile Eigenschaften. Es ist ein Breitbandantibiotikum und wirkt in einem breiten pH-Spektrum gegen viele bekannte Keime wie beispielsweise Kolibakterien (Escherichia coli), den Hefepilz Candida albicans und Staphylokokken und weitere Gram-negative bzw. Gram-positive Bakterien. Bei der Wechselwirkung mit bakteriellen Membranen bildet DCD-1L oligomere Komplexe, die durch Zink-Ionen stabilisiert werden.